# Caucaia
Caucaia – miasto w Brazylii, w stanie Ceará.
Liczba mieszkańców w 2009 roku wynosiła 334 364; w 2010 – 344 936.
W mieście rozwinął się przemysłu włókienniczy oraz cukrowniczy.